# Panini (maison d'édition)
Pour les articles homonymes, voir Panini.
Panini est une maison d'édition italienne connue pour l'édition d'albums d'images autocollantes à collectionner, à travers ses nombreuses filiales (France, Espagne, Allemagne, Brésil, États-Unis, Angleterre, etc.).
Panini édite également : des magazines pour la jeunesse (Panini Kids) sous licence (Hasbro, Mattel, etc.) ; des bandes dessinées au travers de ses pôles d'édition Panini Comics (Marvel Comics, Fusion Comics, Mark Millar, etc.) ; de la bande dessinée asiatique via Panini Manga et Panini Manhwa ; des romans via Panini Books.
Le groupe Panini S.p.A. est le leader mondial du secteur de l'édition d'autocollants et des cartes à collectionner, de livres de collection, le principal éditeur de magazines et de livres pour enfants, de bandes dessinées, de mangas et de romans graphiques, en Europe et en Amérique latine.

## Le groupe

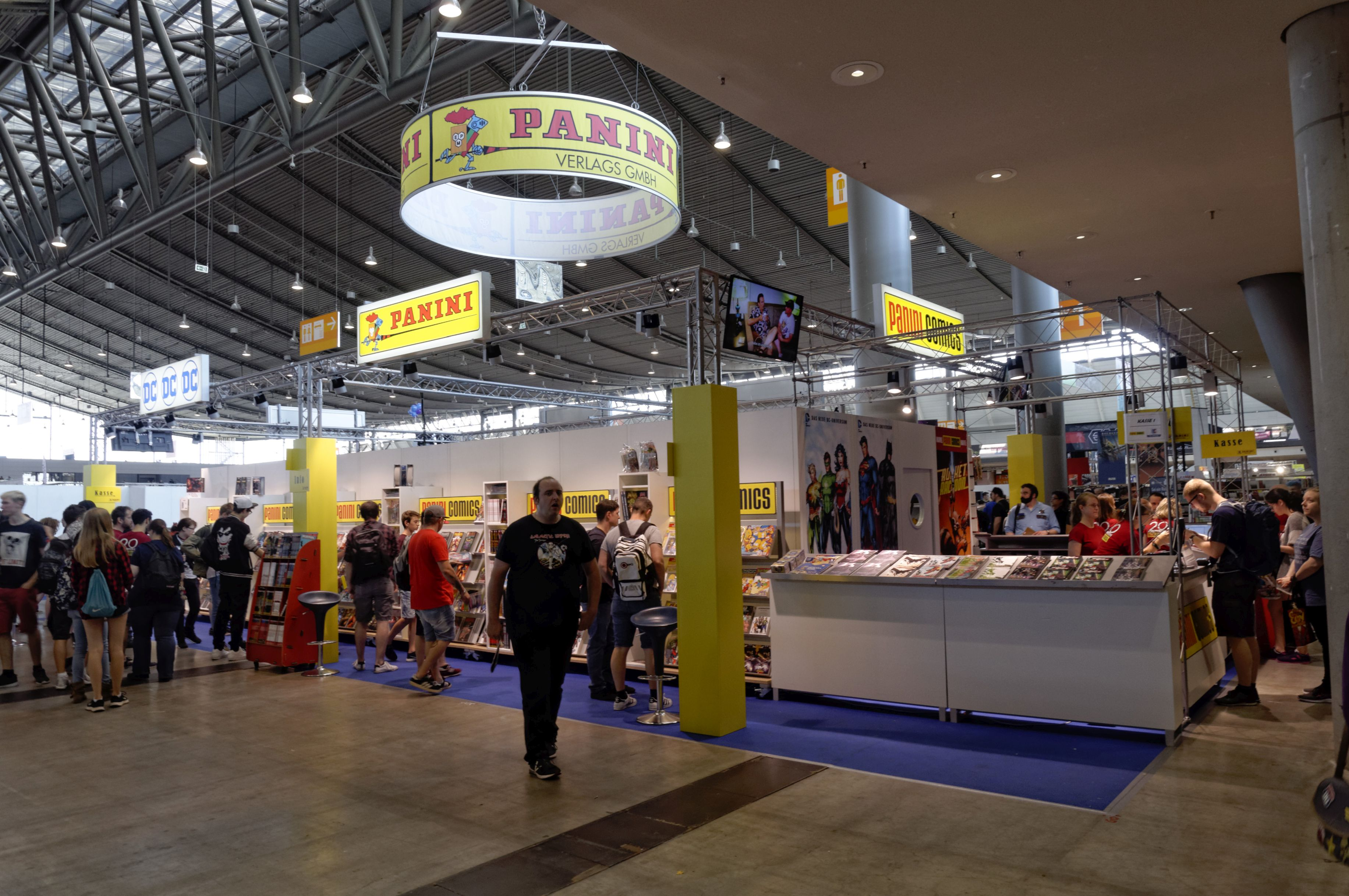
Comic Con Germany 2018

C'est à Modène, en Italie du nord, que se situe le siège du groupe Panini ainsi que l'une des deux usines. Les 9 filiales qui composent le groupe sont en France, Espagne, Portugal, Grande-Bretagne, Allemagne, Autriche, Pays-Bas, Chili et Brésil (où se trouve la deuxième usine). Dans les pays non couverts par les filiales, les produits Panini sont commercialisés par le biais de distributeurs, gérés par le service Export, depuis Modène. L'activité de la société est structurée en quatre divisions : images à collectionner, Comics, Pan Distribuzione et New Media (Panini Interactive, active dans les secteurs d'Internet et des services annexes).
En 2004, le groupe Panini a réalisé un chiffre d'affaires consolidé de 363 millions d'euros, réparti sur 110 pays, avec 582 salariés. En 2011, le chiffre d'affaires consolidé était de 621 millions d'euros et, en 2021, de 1,32 milliard d'euros.
Depuis 2019, le groupe Panini détient les droits de licence des compétitions internationales de football telles que la Coupe du monde de la FIFA, la Ligue des Nations de l'UEFA et la Ligue des champions de l'UEFA, la Copa América, ainsi que des championnats nationaux, notamment  la Serie A italienne, la Premier League anglaise, la Liga espagnole, la Hrvatska Nogometna Liga croate, et la Primera División argentine, et bien d'autres.

## Panini France
Panini France a réalisé en 2018 un chiffre d'affaires de 80 874 888 € et emploie 33 salariés en 2018.

## Historique
Dans les années 1950, les frères Giuseppe et Benito Panini, marchands de journaux à Modène depuis 1945, se rendent compte, par le biais de leur réseau Agenzia Distribuzione Giornali Fratelli Panini que les enfants adorent collectionner les photos de footballeurs trouvées dans les tablettes de chocolat. Pour mieux vendre leurs journaux, ils décident d’en glisser une au cœur de chaque quotidien après avoir récupéré un stock de ces images à Milan. Devant leur succès commercial, ils ont l'idée en 1961 de vendre des images de footballeurs (vignettes en carton à coller avec un tube de colle) à collectionner et à coller dans un album appelé Calciatori Panini (it) - (Footballeurs Panini). Le succès est rapide et les deux autres frères Panini, Umberto et Franco, rejoignent bientôt l'entreprise familiale. Au cours des années 1970, l'image autocollante, véritable bouleversement technologique, fait son apparition et le marché s'internationalise. Dans l'usine mère de Modène, commence alors à fonctionner la Fifimatic, une grosse machine conçue par les deux frères pour rendre aléatoire la composition des pochettes. Panini publie l'Almanach illustré du football italien et en 1972 le premier album pour coller les autocollants.
En France, le premier album distribué est Tous les animaux, en 1970. Lui succède en 1972 L'Histoire de l'automobile. Tous deux sont publiés sous nom d'édition Jeunesse collections - éditions de La Tour.
En 1986, l'homme d'affaires et condottiere italien Carlo De Benedetti prend une participation de 25 % dans le capital de Panini SpA via sa holding Sabaudia SpA et le groupe d'édition Arnoldo Mondadori, 10 %. Giuseppe Panini, fondateur de la société et toujours à la tête de l'entreprise, a caressé l'idée de la faire entrer à la Bourse de Milan avec le soutien de De Benedetti. Cependant, l'entrée en Bourse ne s'est pas concrétisée et, en 1988, l'entreprise est vendue par les trois frères survivants, le quatrième, Benito, est décédé l'été 1986, au groupe anglais Maxwell Communication Corporation plc pour l'équivalent d'environ 165 millions €uros. Robert Maxwell imposa une direction étrangère à la tête de l'entreprise avec un PDG australien qui ne parlait que l'anglais. Après des années de difficultés, Maxwell revend la société Panini SpA en 1992 au groupement de sociétés italiennes Bain Gallo Cuneo Capital Investments SpA et De Agostini. Deux ans plus tard, en 1994, c'est Marvel Entertainment qui fait l'acquisition de Panini.
Le 8 octobre 1999, la société Panini SpA redevient italienne après son rachat par le groupe Fineldo SpA, la holding financière de Vittorio Merloni, patron d'Indesit et par la direction de Panini, qui détient une part importante du capital de la société.
Dernièrement, dans le cadre de son évolution vers la nouvelle économie, le groupe Panini a signé, en Italie, un accord pour l'acquisition d'une participation majoritaire dans la société DigitalSoccer Project, qui développe des logiciels révolutionnaires dans le domaine du sport. En France, Panini a acheté la société World Foot Center, active dans le merchandising, la distribution et la promotion dans le secteur du football. En même temps, Panini SpA a cédé son activité de production de papier adhésif, représentée par la division Adespan, à la société Avery Dennison, un des leaders mondiaux dans le secteur des papiers adhésifs.
En 2000, la société Panini France rachète le mensuel pour adolescentes Super à Aventures & Voyages, dans le but de créer un pôle presse. Les magazines pour jeunes Like Hit! (ancien rédacteur en chef : Abécé), Planet Scoop (dernier rédacteur en chef : Abécé), 16 Etc (créateur et dernier rédacteur en chef : Jean-Luc Geneste), Tribu Rock (créateurs : Belkacem Bahlouli et Alain Gouvrion / dernier rédacteurs en chef : Alain Gouvrion et Abécé), Star School (créateur et unique rédacteur en chef : Abécé) sont ainsi développés, ainsi que le mensuel généraliste de football Superfoot Mag qui complète les titres de club sous licence OM Mag, 100 % PSG et Maillot Vert. L'ensemble du département publishing est alors sous la houlette de Pierre-Jean Reboton, la direction commerciale étant confiée à Jean-Louis Roux-Fouillet.
Ces supports rejoignent le pôle de magazines de BD sous licence DC Comics (Superman, Batman, Wonder Woman, etc.), Marvel (Spider-Man, Hulk, X-Men, etc.), Wildstorm, Vertigo ainsi que des titres de magazines pour jeunes filles Cheval Girl, Fripon, etc.
En 2006, Panini France revend une partie de son pôle presse à W13 Publications, créée le jour de la cession des titres, pour racheter en 2007 des titres jeunesse sous licence de Cyber Press Publishing avant le dépôt de bilan de cette dernière.
À l'occasion du championnat d'Europe de football 2008, Panini s'est associé à Coca-Cola pour proposer un album en ligne. Les échanges peuvent se faire par MSN, courriel ou portable.
Le football reste le best-seller absolu de la marque Panini en France, où se vendent plus de 150 millions de vignettes (soit 30 millions de pochettes de cinq stickers) à l'occasion de la Coupe du monde de 2010.
En 2010, le groupe Panini SpA employait plus de 700 personnes dans ses trois usines en Italie, au Brésil et aux États-Unis qui éditent annuellement un milliard de pochettes, soit cinq à six milliards de vignettes.
Créée en 2008 par les éditeurs Panini et Soleil Productions, la collection Fusion Comics appartient depuis 2010 uniquement aux éditions Panini. Soleil créant sa propre collection : Soleil US Comics. Les principales séries sont : Buffy contre les vampires (26 tomes), Conan le barbare (21 tomes), Gears of War (4 tomes), Gravel (4 tomes), La Nuit des morts-vivants (4 tomes), La Tour sombre (14 tomes), Powers (3 tomes), The Boys (17 tomes) et Vampirella (3 tomes).
Depuis janvier 2012, les droits de DC Comics sont passés chez le nouveau label de Dargaud : Urban Comics.
Depuis juin 2013, l'éditeur est entré dans l'ère Marvel Now lancée en 2012 par Marvel aux États-Unis. La numérotation de la plupart des séries de l'éditeur américain étant repartie à 1, Panini Comics a fait de même pour ses publications en kiosque.
En 2016, Panini indique que 70 % de ses revenus proviennent des recettes liées au football.
En mars 2019, Panini annonce qu'il va commercialiser pour la première fois un album pour le Tour de France cycliste lors de l'été 2019,.

### Critiques concernant le coût des vignettes
Bien que la société s'en défende, le succès des vignettes Panini s'explique par la production de nombreux doubles, certaines figurines étant manquantes car éditées en moins grand volume, ce qui aboutit à un marché de collectionneurs pour les échanges et à un marché noir en cours de récréation. Ainsi, deux mathématiciens de l’université de Genève, Sylvain Sardy et Yvan Velenik, ont calculé que pour finir complètement l'album Panini de la Coupe du monde de football de 2014, le collectionneur doit acheter 901 paquets soit 4 505 vignettes. À raison de 60 centimes le paquet de 5 vignettes, l’investissement est de 539,40 euros,,. À l'occasion de l'euro 2016, le paquet de cinq vignettes est passé à 70 centimes d'euros.

## Le groupe Panini dans le monde
Le groupe Panini comprend 7 secteurs d'activités principaux :
- produits à collectionner,
- publications,
- distribution,
- licences,
- les fascicules,
- Panini Digital,
- Panini Customised Sales and Services.

Les sociétés du Groupe Panini sont :
- Panini America, Inc.
- Editions Panini Belgique S.A.
- Panini Brasil Ltda.
- Panini Chile
- Panini España SA
- Panini France SA
- Panini Medya Yayincilik ve Ticaret A.S. (Turquie)
- Panini México SA
- Panini S.P.A Przedstawicielstwo w Polsce (Pologne)
- Panini S.P.A. Italia
- Panini Suisse AG
- Panini UK Ltd. (Royaume-Uni)
- Panini Verlags GmbH (Allemagne)
- ИЗДАТЕЛЬСТВО ПАНИНИ РУС (Russie).